# John McDuffie

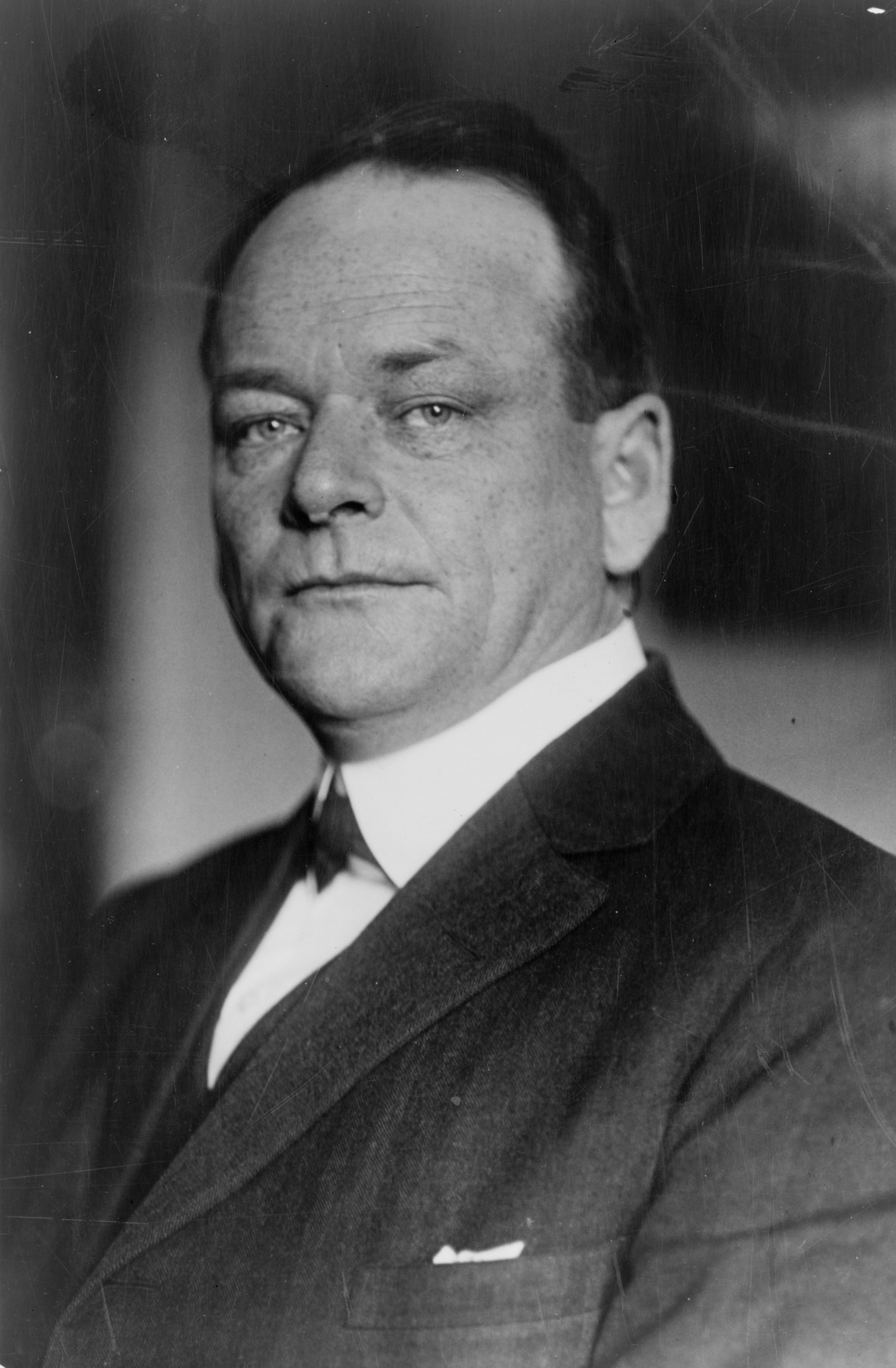
John McDuffie (1920er)

John McDuffie (* 25. September 1883 in River Ridge, Monroe County, Alabama; † 1. November 1950 in Mobile, Alabama) war ein US-amerikanischer Jurist und Politiker (Demokratische Partei). Nach seiner Berufung durch Präsident Franklin D. Roosevelt fungierte er ab 1935 als Bundesrichter am Bundesbezirksgericht für den zehnten Gerichtskreis für den südlichen Distrikt von Alabama.

## Werdegang
John McDuffie wurde von Privatlehrern unterrichtet und besuchte die Southern University in Greensboro. Er graduierte 1904 am Alabama Polytechnic Institute in Auburn und 1908 an der Law School der University of Alabama in Tuscaloosa. McDuffie verfolgte ebenfalls eine politische Laufbahn: Zwischen 1907 und 1911 saß er im Repräsentantenhaus von Alabama. Er erhielt seine Zulassung 1908 und praktizierte dann in Monroeville. Danach war er zwischen 1911 und 1919 als Staatsanwalt im ersten Gerichtsbezirk von Alabama tätig.
McDuffie wurde in den 66. US-Kongress gewählt und in die acht nachfolgenden Kongresse wiedergewählt. Er diente im US-Repräsentantenhaus vom 4. März 1919 bis zu seinem Rücktritt am 2. März 1935. Während dieser Zeit bekleidete er den Posten des Minority Whip (71. Kongress) und des Majority Whip (72. Kongress). Ferner führte er den Vorsitz im Committee on Insular Affairs (73. und 74. Kongress).
Am 31. Januar 1935 wurde McDuffie durch Präsident Roosevelt als Nachfolger von Robert Tait Ervin zum Richter am United States District Court for the Southern District of Alabama ernannt. Nach der Bestätigung durch den US-Senat, die am 7. Februar desselben Jahres erfolgte, konnte er sein Amt tags darauf antreten und es bis zu seinem Tod am 1. November 1950 ausüben. Sein Sitz fiel danach an Daniel Holcombe Thomas. John McDuffie wurde auf dem Pine Crest Cemetery beigesetzt.